# Sindrome di Romano-Ward
La sindrome Romano-Ward è la forma più comune di sindrome congenita del QT lungo, una condizione genetica che influenza le proprietà elettriche delle cellule muscolari del cuore. Questa condizione rende le persone colpite a rischio di aritmie cardiache che possono portare a sincopi, convulsioni o morte improvvisa.
La sindrome Romano-Ward può essere distinta clinicamente dalle altre forme di QT lungo perché a differenza di queste ultime influenza solo le proprietà elettriche del cuore, mentre altre forme di QT lungo possono coinvolgere anche regioni extracardiache. La condizione può essere trattata usando farmaci come i beta-bloccanti, un defibrillatore impiantabile o un intervento chirurgico per interrompere il sistema nervoso simpatico.

## Segni e sintomi
La sindrome di Romano-Ward aumenta il rischio di ritmi cardiaci anormali o aritmie. Le aritmie sono in genere una forma di tachicardia ventricolare polimorfa nota come torsione di punta che può causare svenimenti, convulsioni o persino morte improvvisa. Si possono verificare anche aritmie meno pericolose come la fibrillazione atriale che causano palpitazioni. Tuttavia, molti portatori della sindrome di Romano-Ward rimarranno asintomatici. Alcune situazioni hanno maggiori probabilità di far precipitare aritmie come esercizio fisico o stress mentale nel sottotipo LQT1, improvviso rumore forte nel sottotipo LQT2 e durante il sonno o immediatamente al risveglio nel sottotipo LQT3.
La sindrome di Romano-Ward può essere differenziata da altre forme di sindrome del QT lungo in quanto, mentre altre forme di sindrome del QT lungo sono associate a sordità (sindrome di Jervell e Lange-Nielsen), debolezza intermittente,  anomalie ossee (LQT7, sindrome di Andersen-Tawil) e disturbo dello spettro autistico (LQT8, sindrome di Timothy), queste manifestazioni extra-cardiache non sono visibili nella Romano-Ward.

## Cause
La sindrome di Romano-Ward è un termine descrittivo per un gruppo di sottotipi di sindrome del QT lungo, in particolare i sottotipi LQT1-6 e LQT9-16. Diversi sottotipi della sindrome di Romano-Ward sono stati descritti in base alla variante genetica sottostante. Questi sottotipi differiscono nella presentazione clinica e nella loro risposta al trattamento. Vi sono solide prove che le varianti genetiche associate ai tre sottotipi più comuni (LQT1, LQT2 e LQT3) sono realmente causative della sindrome. Tuttavia, non vi è incertezza sul fatto che alcuni degli altri sottotipi più rari siano veramente causa di malattia da soli o invece rendano le persone più sensibili al prolungamento dell'intervallo QT in risposta ad altri fattori come i farmaci o bassi livelli di potassio nel sangue ( ipopotassiemia ).

### LQT1
LQT1 è il sottotipo più comune della sindrome di Romano – Ward, responsabile dal 30 al 35% di tutti i casi. Il gene responsabile, KCNQ1, è stato isolato dal cromosoma 11p 15.5 e codifica la subunità alfa del canale del potassio KvLQT1 . Questa subunità interagisce con altre proteine (in particolare la subunità beta minK) per creare il canale, che trasporta la corrente ritardata I Ks del raddrizzatore di potassio responsabile della fase di ripolarizzazione del potenziale di azione cardiaca .
Le varianti in KCNQ1 causano il sottotipo LQT1 della sindrome di Romano – Ward quando viene ereditata una singola copia della variante (eredità eterozigote, autosomica dominante). Quando vengono ereditate due copie della variante (eredità omozigote, autosomica recessiva) si riscontra la più grave sindrome di Jervell e Lange-Nielsen, associata a prolungamento del QT più marcato, sordità neurosensoriale congenita e un maggior rischio di aritmie.
LQT1 è associato ad un alto rischio di svenimenti ma a un rischio inferiore di morte improvvisa rispetto a LQT2. LQT1 può anche influenzare la regolazione del glucosio. Dopo aver ingerito glucosio, quelli con LQT1 producono più insulina del previsto, seguita da un periodo di insulino-resistenza. Quando la resistenza diminuisce, a volte si osservano livelli anormalmente bassi di glicemia (ipoglicemia).

### LQT2
Il sottotipo LQT2 è la seconda forma più comune di sindrome di Romano-Ward, responsabile del 25-30% di tutti i casi. Questa forma di sindrome di Romano-Ward è causata da varianti del gene KCNH2 sul cromosoma 7.  KCNH2 (noto anche come hERG ) codifica il canale di potassio che trasporta la corrente di raddrizzatore verso l'interno rapido I Kr . Questa corrente contribuisce alla fase di ripolarizzazione terminale del potenziale di azione cardiaca, e quindi alla lunghezza dell'intervallo QT.

### LQT3
Il sottotipo LQT3 della sindrome di Romano – Ward è causato da varianti del gene SCN5A situato sul cromosoma 3p21-24. SCN5A codifica la subunità alfa del canale cardiaco del sodio, Na V 1.5, responsabile della corrente di sodio I Na che depolarizza le cellule cardiache all'inizio del potenziale d'azione. I canali del sodio cardiaco normalmente si inattivano rapidamente, ma le mutazioni coinvolte in LQT3 rallentano la loro inattivazione portando a una piccola corrente di sodio "tardiva" prolungata. Questa continua corrente interiore prolunga il potenziale d'azione e quindi l'intervallo QT.
Un gran numero di mutazioni sono state caratterizzate come portanti o predisposte a LQT3. Il calcio è stato suggerito come regolatore della proteina SCN5A e gli effetti del calcio su SCN5A possono iniziare a spiegare il meccanismo attraverso il quale alcune di queste mutazioni causano LQT3. Inoltre, mutazioni nel SCN5A possono causare sindrome di Brugada, malattia conduzione cardiaca e cardiomiopatia dilatativa . In rare situazioni, alcune persone colpite possono avere combinazioni di queste malattie.

### Altri sottotipi
Il sottotipo LQT5 è causato da varianti del gene KCNE1 . Questo gene è responsabile della subunità beta del canale di potassio MinK che, insieme alla subunità alfa codificata da KCNQ1, è responsabile della corrente di potassio I Ks e le varianti associate a intervalli QT prolungati riducono questa corrente. Le stesse varianti in KCNE1 possono causare la più grave sindrome di Jervell e Lange-Nielsen quando vengono ereditate due copie (eredità omozigote) e il sottotipo LQT5 più lieve della sindrome di Romano-Ward quando viene ereditata una singola copia della variante (eredità eterozigote).
Il sottotipo LQT6 è causato da varianti del gene KCNE2 . Questo gene è responsabile della subunità beta del canale di potassio MiRP1 che genera la corrente di potassio I Kr e la variante che diminuisce questa corrente è stata associata al prolungamento dell'intervallo QT. Tuttavia, prove successive come la scoperta relativamente comune di varianti nel gene in quelli senza sindrome QT lunga e la necessità generale di un secondo fattore di stress come l'ipopotassiemia per presentare il prolungamento del QT, hanno suggerito che questo gene rappresenti invece un modificatore della suscettibilità al prolungamento dell'intervallo QT.  Alcuni contestano se le varianti del gene siano sufficienti a causare da sole la sindrome di Romano-Ward.
LQT9 è causato da varianti nella proteina strutturale della membrana, caveolina -3 . Le caveoline formano specifici domini di membrana chiamati caveolae in cui si trovano i canali del sodio in tensione. Simile a LQT3, queste varianti di caolino aumentano la corrente di sodio sostenuta in ritardo, che compromette la ripolarizzazione cellulare.
LQT10 è un sottotipo estremamente raro, causato da varianti del gene SCN4B . Il prodotto di questo gene è una subunità beta ausiliaria (Na V β4) che forma i canali cardiaci del sodio, varianti in cui aumenta la corrente di sodio sostenuta in ritardo. LQT13 è causato da varianti in GIRK4, una proteina coinvolta nella modulazione parasimpatica del cuore.  Clinicamente, i pazienti sono caratterizzati solo da un modesto prolungamento dell'intervallo QT, ma da una maggiore propensione alle aritmie atriali. LQT14, LQT15 e LQT16 sono causati da varianti nei geni responsabili della calmodulina (rispettivamente CALM1, CALM2 e CALM3).  La calmodulina interagisce con diversi canali ionici e i suoi ruoli includono la modulazione della corrente di calcio di tipo L in risposta alle concentrazioni di calcio e il traffico delle proteine prodotte da KCNQ1 e quindi influenzando le correnti di potassio.  I meccanismi precisi con cui queste varianti genetiche prolungano l'intervallo QT rimangono incerti.
Tabella dei geni causativi
| genere | OMIM   | Gene  | Appunti |
| LQT1   | 192500 | KCNQ1 | Codifica la subunità α del canale del potassio raddrizzatore ritardato lento K V 7.1 che trasporta la corrente di potassio I Ks .                                          |
| LQT2   | 152427 | KCNH2 | Conosciuto anche come hERG. Codifica la subunità α del canale di potassio raddrizzatore ritardato rapido K V 11.1 che trasporta la corrente di potassio I Kr .             |
| LQT3   | 603830 | SCN5A | Codifica la subunità α del canale del sodio cardiaco Na V 1.5 che trasporta la corrente di sodio I Na .                                                                    |
| LQT4   | 600919 | ANK2  | Codifica Ankyrin B che fissa i canali ionici nella cellula. Vero disputa associazione con prolungamento dell'intervallo QT.                                                |
| LQT5   | 176261 | KCNE1 | Codifica MinK, una subunità β del canale di potassio. |
| LQT6   | 603796 | KCNE2 | Codifica MiRP1, una subunità β del canale di potassio. |
| LQT9   | 611818 | CAV3  | Codifica Caveolin-3 responsabile della formazione di sacchetti di membrana noti come caveolae. Le mutazioni di questo gene possono aumentare il sodio tardivo I Na .       |
| LQT10  | 611819 | SCN4B | Codifica la subunità β4 del canale cardiaco del sodio. |
| LQT11  | 611820 | AKAP9 | Codifica la proteina associata alla A-chinasi che interagisce con K V 7.1.                                                                                                 |
| LQT12  | 601017 | SNTA1 | Codifica la syntrophin-α1. Le mutazioni di questo gene possono aumentare la corrente tardiva di sodio I Na .                                                               |
| LQT13  | 600734 | KCNJ5 | Conosciuto anche come GIRK4, codifica i canali di potassio radicali interiormente sensibili alle proteine G (K ir 3.4) che trasportano la corrente di potassio I K (ACh) . |
| LQT14  | 616247 | CALM1 | Codifica per la calmodulina-1, una proteina messaggera legante il calcio che interagisce con la corrente di calcio I Ca (L) .                                              |
| LQT15  | 616249 | CALM2 | Codifica per la calmodulina-2, una proteina messaggera legante il calcio che interagisce con la corrente di calcio I Ca (L) .                                              |
| LQT16  | 114183 | CALM3 | Codifica per la calmodulina-3, una proteina messaggera legante il calcio che interagisce con la corrente di calcio I Ca (L) .                                              |

## Meccanismo
Nelle variante ereditaria Romano-Ward della sindrome del QT lungo, le mutazioni genetiche influenzano il modo in cui gli ioni carichi positivamente, come ioni potassio, sodio e calcio, vengono trasportati dentro e fuori dalle cellule cardiache. Molti di questi geni codificano per le proteine che formano o interagiscono con i canali ionici . Nel muscolo cardiaco, questi canali ionici svolgono un ruolo fondamentale nel mantenimento del ritmo normale del cuore. Le mutazioni in uno di questi geni alterano la struttura o la funzione dei canali, che cambia il flusso di ioni tra le cellule, un'interruzione del trasporto ionico altera il modo in cui il cuore batte, portando ad un ritmo cardiaco anormale caratteristico della sindrome.
La proteina prodotta dal gene ANK2 assicura che altre proteine, in particolare i canali ionici, siano inserite correttamente nella membrana cellulare . Una mutazione del gene ANK2 altera probabilmente il flusso di ioni tra le cellule del cuore, interrompendo il ritmo normale del cuore e determinando le caratteristiche della sindrome di Romano-Ward.

## Diagnosi
In termini di diagnosi della sindrome di Romano-Ward, per accertare la condizione si procede come segue (il punteggio di Schwartz aiuta a farlo):
- Test da sforzo
- ECG
- Storia familiare

## Trattamento

propranololo

Il trattamento per la sindrome di Romano-Ward può incidere sul sistema nervoso simpatico che ha un ruolo nella causa di questa sindrome. Lo squilibrio può essere temporaneamente abolito con un blocco del ganglio stellato sinistro, che causa l'accorciamento dell'intervallo QT. Se questo ha successo, la ganglionectomia chirurgica può essere eseguita come trattamento permanente. La disritmia ventricolare può essere gestita con un blocco beta-adrenergico, fornito dal propranololo.

## Epidemiologia
La sindrome Romano-Ward è la forma più comune di sindrome QT lunga ereditaria, che colpisce circa 1 su 7000 persone in tutto il mondo.